# Liste d'éponymes en pneumologie
Cette page dresse la liste des éponymes liés à la pneumologie.

## Anatomie
- Baréty (Loge de) : espace prétrachéal droit. – Alexandre Baréty (1844 – 1918)
- Boyden (Classification de) : classification anatomique des bronches
- Kohn (Pores de) : pores alvéolaires. Communication inter-alvéolaire d’environ 3 µm de diamètre. - Hans Nathan Kohn (1866 – 1935)
- Lambert (Canaux de) : connexions bronchoalvéolaires d’environ 30 µm de diamètre
- Larrey (Fente de) : trigone sternocostal du diaphragme – Baron Dominique-Jean Larrey (1766-1842)
- Louis (Angle de) : angle sternal
- Miller (Lobule secondaire de) : unité fonctionnelle du poumon, de 1 à 2 cm de diamètre, centrée par une bronchiole terminale et délimité par des septas interlobulaires
- Nelson (Bronche de) : bronche segmentaire apicale supérieure (B6)
- Ranvier (Puits de) : communications péritonéopleurale, pouvant permettre le passage transdiaphragmatique de liquide pleural dans l’espace pleural – Louis-Antoine Ranvier (1835-1922)

## Physiologie
- Campbell (Diagramme de)
- Euler-Liljestrand (Mécanisme de) : Vasoconstriction pulmonaire hypoxique. – Göran Liljestrand (1886 – 1968)
- Davenport (Diagramme de) : Diagramme des équilibres acido-basiques. – Horace Davenport
- Bohr (Effet) : Déplacement de la courbe de dissociation de l’hémoglobine vers la droite (perte d’affinité pour l’O2) en présence de CO2. – Christian Bohr (1855-1911)
- Haldane (Effet) : Perte d’affinité de l’hémoglobine pour le CO2 lorsque la pression partielle en O2 augmente. – John Scott Haldane (1860 - 1936)
- Fick (Loi de) : Loi décrivant la diffusion de la matière – Adolf Fick (1829-1901)
- Liebermeister (Loi de) : Augmentation de la fréquence cardiaque de 8 battements par minute par degré de température corporelle supérieur à la normale – Carl von Liebermeister (1833 – 1901)
- Poiseuille (Loi de) : Loi de l’écoulement laminaire des fluides visqueux dans un conduit cylindrique -  Jean-Léonard-Marie Poiseuille (1797 – 1869)
- Rahn (Diagramme de) : Relation Pression-Volume pulmonaire statique
- Rokitansky (Loi de) : Observation selon laquelle la tuberculose pulmonaire épargnerait les sujets atteints de rétrécissement mitrale.  – Carl von Rokitansky (1804 – 1878)
- West (Zones de) : Division du poumon zones selon les pressions capillaires artérielles, veineuses et alvéolaires – John B. West (1928 -)
- Wood (Unité) : Unité de résistance 1 Wood = 1 mmHg.min/L – Paul Wood (1907 – 1962)

## Sémiologie
- Anthonisen (Triade de) : Majoration de la dyspnée, du volume des expectorations et de la purulence dans l’exacerbation de BPCO
- Biot (Dyspnée de) : Survenues d’apnées de manière irrégulière, sur fond de cycle ventilatoires anormaux – Camille Biot (1850 – 1918)
- Borg (Echelle de) : Quantification de la dyspnée fondée sur les descriptions verbales du patient
- Cheyne-Stokes (Respiration de) : Succession de périodes de polypnée croissante puis décroissantes entrecoupées de périodes d’apnées. – John Cheyne (1777 - 1836) / William Stokes (1804 - 1878)
- Claude Bernard – Horner (Syndrome de) : Atteinte de l’innervation sympathique de l’œil responsable d’un ptosis, d’un myosis et d’une énophtalmie. – Claude Bernard (1813 – 1878) / Johann Horner (1831 – 1886)
- Dennie-Morgan (Signe de) : Pli sous-palpébral évocateur d’atopie. – Charles Clayton Dennie (1883 – 1971)
- Fagerström (Questionnaire de) : Évaluation de la dépendance à la nicotine
- Faget (Signe de) : Dissociation pouls-température retrouvée dans la fièvre typhoïde, la tularémie, la fièvre jaune, certaines pneumonies à légionnelle ou mycoplasme - Jean Charles Faget (1818 – 1884)
- Hoover (Signe de) : Rétractation inspiratoire paradoxale des bases thoraciques, observée dans la BPCO.
- Lovibond (Angle de) : Angle formé par l’ongle et la cuticule normalement inférieur à 165°. Un angle plus ouvert signe un hippocratisme digital, avec disparition de la fenêtre de Shamroth.
- Mikulicz (Syndrome salivaire lacrymal de) : Hypertrophie des glandes salivaires et lacrymales, notamment dans la sarcoïdose. – Johann von Mikulicz (1850-1905)
- Pancoast-Tobias (Syndrome de) : Syndrome apicocostovertébral douloureux. Une des manifestations possibles d’un cancer de la partie supérieure du thorax ou de la partie inférieure du cou – Henry Pancoast (1875 – 1939)
- Pemberton (Manœuvre de) : érythème facial, cyanose et turgescence jugulaire à la verticalisation supérieure des membres supérieurs signant une compression veineuse endothoracique. – Hugh Pemberton (1890 – 1956)
- Pierre-Marie et Foix (Syndrome de) : Ostéoarthropathie hypertrophiante pneumique. Syndrome paranéoplasique associant hippocratisme digital, polyarthrite et périostite. – Pierre Marie (1853 – 1940) / Charles Foix (1882 – 1927)
- Shamroth (Test de / fenêtre de) : Opposition des phalanges distales pour évaluer l’existence d’un hippocratisme digital. La disparition de l’ouverture losangique normalement présente, résultante des angles de Lovibond mis face à face, signe l'hippocratisme digital
- Trousseau (Syndrome de) : Syndrome paranéoplasique caractérisé par la survenue répétée d’une maladie thromboembolique, notamment à des localisations peu communes. – Armand Trousseau (1801 – 1867)
- Kussmaul (Dyspnée de) : Hyperpnée avec pauses entre les temps ventilatoires, présent dans l’acidose métabolique. – Adolf Kussmaul
- Wells (Score de) : Score de probabilité clinique de la maladie thromboembolique – Philip Steven Wells

## Radiologie
- Damoiseau (Ligne de) : Ligne radiologique retrouvée dans l’épanchement pleural non cloisonné. – Louis-Hyacinthe-Céleste Damoiseau
- Haller (Indice de) : Rapport du diamètre transversal sur le diamètre antéro-postérieur du thorax, mesure de sévérité du pectus excavatum. – J. Alex Haller (1927 – 2018)
- Hounsfield (Unité) : Unité de densité tomodensitométrique – Godfrey Hounsfield (1919 – 2004)
- Westermark (Triade / signe de) : Signes radiologiques d’embolie pulmonaire. – Nils Westermark (1882 -1980)

## Microbiologie / Anatomopathologie
- Bartlett (Critères de) : Critères de qualité d’un prélèvement pulmonaire à visée bactériologique.
- Bordet-Gengou (Bacille de) : Bordetella Pertussis. – Jules Bordet (1870-1961) / Octave Gengou (1875 – 1957)
- Calmette-Guérin (Bacille de) : Souche atténuée de Mycobacterium bovis utilisée comme vaccin contre la tuberculose – Albert Calmette (1863 – 1933) / Camille Guérin (1872 – 1961)
- Golde (Score de) : Mise en évidence d’une hémorragie intra-alvéolaire par évaluation sur 100 sidérophages de l’intensité de la coloration de Perls.
- Gram (Coloration de) : Coloration des bactéries selon les caractéristiques de leurs parois. – Hans Christian Gram (1853 – 1938)
- Grocott – Gomori (Coloration argentique de) : – Györgi Gömöri (1904 – 1957)
- Koch (Bacille de) : Mycobacterium tuberculosis. Mycobactérie responsable de la tuberculose. - Robert Koch (1843-1910)
- Löffler-Klebs (Bacille de) : Corynebacterium diphteriae. – Edwin Klebs (1834 – 1913) / Friedrich Löffler (1852 – 1915)
- Löwenstein – Jensen (Milieu de) : Milieu de culture des mycobactéries.
- Perls (Coloration de) : Mise en évidence de l’hémosidérine. – Max Perls (1843 – 1881)
- Zielh-Neelsen (Coloration de) : Coloration des mycobactéries se basant sur leur propriété de résistance à l’acide (Acid-fast) – Franz Zielh (1859 – 1926) / Friedrich Neelsen (1854 – 1898)

## Pathologies
- Besnier-Boeck-Schaumann (Maladie de) : Sarcoïdose – Ernest Besnier (1831-1909) / Cæsar Boeck (1845 – 1917) / Jörgen Nilsen Schaumann (1879-1953)
- Birt-Hogg-Dubé (Syndrome de) : Maladie autosomique dominante par mutation du gène de la folliculine (FLCN).
- Brock (Syndrome de) : Syndrome du lobe moyen. Sténose de la bronche lobaire moyenne avec atélectasie chronique du lobe moyen, le plus souvent asymptomatique, d’origine tuberculeuse (fibrose inflammatoire ou envahissement par une adénopathie) – Russel Brock (1903-1980)
- Brooks (Syndrome de) : Syndrome d’irritation aiguë bronchique (RADS) : survenue d’une symptomatologie asthmatiforme à l’exposition unique d’un irritant (chlore le plus souvent)
- Caplan-Colinet (Syndrome de) : Association polyarthrite rhumatoïde et exposition à la silice (avec ou sans silicose). – Anthony Caplan
- Carrington (Maladie de) : Pneumopathie chronique idiopathique à éosinophiles
- Einsenmenger (Syndrome d’) : Inversion du sens du shunt gauche – droit d’une cardiopathie congénitale en raison du développement d’une hypertension artérielle pulmonaire - Victor Einsenmenger.
- Erasmus (Syndrome d’) : Association sclérodermie systémique et exposition à la silice, avec ou sans silicose
- Flügge (Gouttelettes de) : Gouttelettes > 5 µm, impliqués dans la transmission directe « gouttelette » - Carl Flügge (1847-1923)
- Gell et Coombs (Classification de) : Classification des hypersensibilités selon leur mécanisme – Robin Coombs (1921 – 2006) / Philip Gell (1914 – 2001)
- Ghon (Complexe de) : Association d’une adénopathie hilaire et d’un granulome ou d'un infiltrat tuberculeux
- Hamman-Rich (Syndrome de) : pneumonie interstitielle aigüe – Rice Arnold Rich / Louis Virgil Hamman
- Heimlich (Manœuvre d’) : Manœuvre d’expulsion de corps étranger
- Hinson-Pepys (Maladie de) : aspergillose bronchopulmonaire allergique
- Johanson (Classification de) : Classification des hypersensibilités
- Kartagener (Syndrome de) : dyskinésie ciliaire primitive – Manes Kartagener (1897 - 1975)
- Lambert-Eaton (Pseudomyasthénie de) : myasthénie paranéoplasique, parfois lié au carcinome bronchopulmonaire, à anticorps anti-canaux calciques voltages-dépendant présynaptiques – Edward Lambert (1915 -2003) / Lee Eaton
- Light (Critères complémentaires de) : Permettent la distinction entre le caractère transsudatif ou exsudatif d’une épanchement pleural liquidien – Richard Light
- Löffler (Syndrome de) : infiltrats pulmonaires labiles et hyperéosinophilie lors du passage tissulaire de nématodes – Wilhelm Löffler (1887 – 1972)
- Löfgren (Syndrome de) : Forme clinique, bénigne, de la sarcoïdose associant fièvre, érythème noueux, biarthrite des chevilles, adénopathies hilaires – Sven Halvar Löfgren (1910 – 1978)
- Mantoux (Test) : Test de sensibilité à la tuberculine – Charles Mantoux (1877 – 1947)
- Macleod (Syndrome de) : Hyperclarté d’un hémithorax lié à une raréfaction de la vascularisation
- Mendelson (Syndrome de) : Syndrome d’inhalation bronchique – Curtis Lester Mendelson (1913 - 2002)
- Mofenson (Manœuvre de) : Equivalent de la manœuvre de Heimlich pour le nourrisson. – Lyne Mofenson
- Mounier-Kühn (Syndrome de) : Trachéobronchomégalie idiopathique – Pierre-Louis Mounier-Kühn
- Ondine (Syndrome d’) : Syndrome d’apnées centrales d’origine génétique. – Ondine
- Pickwick (Syndrome de) : Syndrome obésité-hypoventilation – Personnage de Charles Dickens
- Ranke (Complexe de) : Association d’un granulome tuberculeux calcifié et d’un nœud lymphatique calcifié. Évolution calcifiante du complexe de Gohn.
- Rendu-Osler (Maladie de) : Télengiectasie hémorragique familiale, transmission autosomique dominante – Henri Rendu (1844 – 1902) / William Osler (1849 – 1919)
- Ring et Messmer (Classification de) : Classification de sévérité de l’anaphylaxie
- Schwartz-Bartter (Syndrome de) : SIADH, d’origine multiple, mais décrit pour la première fois comme syndrome paranéoplasique dans le cadre de tumeurs bronchiques à petites cellules – William Schwartz (1922 – 2009) / Frederic Bartter (1914 – 1983)
- Tiffeneau (Rapport de) : Rapport entre le VEMS et la CVL spirométrique d’un individu. Signe un trouble ventilatoire obstructif si inférieur à 0,70. Aujourd’hui le rapport utilisé est VEMS/CVF. – Robert Tiffeneau (1910-1961).
- Widal (Triade de) : Asthme, polypose nasosinusienne, intolérance à l’aspirine. – Fernand Widal (1862 – 1929)

## Instruments
- Eschmann (Mandrin d’) : Mandrin permettant une intubation orotrachéale.
- Dormia (Panier de) : Anse en panier pour endoscopie.
- Finocchietto (Écarteurs de) : Écarteur thoracique. – Enrique Finochietto (1881 – 1948)
- Heimlich (Valve de) : Valve unidirectionnelle. Utilisée pour le drainage de pneumothorax. – Henry Heimlich (1920 – 2016)
- Macintosh (Lame de) : Lame courbe de laryngoscopie – Sir Robert Reynolds Macintosh (1897 – 1989)
- Magill (Pince de) : Pince utilisée pour extraire un corps étranger laryngopharyngé et pour aider lors d’une intubation trachéale ou la mise en place d’une sonde gastrique – Ivan Magill (1888 – 1986)
- Tuffier (Ecarteur de) : Écarteur costal. – Théodore Tuffier (1857 – 1929)